# Мондегрин. Песни про смерть и любовь
«Мондегрин. Песни про смерть и любовь» (укр. Мондеґрін. Пісні про смерть і любов) — роман украинского писателя Владимира Рафеенко. Опубликован в 2019 году в Черновцах издательством «Меридіан Черновіц».
«Мондегрин» — первая книга, написанная Рафеенко на украинском языке (до этого он писал по-русски, получив значительное признание как русский писатель), и его второе произведение (после романа «Долгота дней», 2017), созданное в Киеве после бегства из его родного Донецка, в котором установилась так называемая Донецкая народная республика. В 2018 году писатель сообщил о своей работе над этой книгой в интервью, озаглавленном «России пришлось приложить много усилий, чтобы я начал писать по-украински».
Главный герой романа, Габриэль Габинский, — альтер эго автора: он также вынужденный переселенец из Зоны АТО, русский интеллектуал (преподаватель философии) из Донбасса, перебравшийся в Киев и перешедший на украинский язык. В повседневной жизни Габинский работает в овощном отделе супермаркета, однако основное содержание романа составляют приключения его внутреннего мира: Габинский — отчасти пророк, отчасти безумец, он ведёт беседы с Лошадиной головой — фольклорным персонажем и мистической сущностью, которая, возможно, является своеобразной персонификацией украинского начала. По признанию самого автора, этот образ отчасти был навеян ему воспоминаниями об украинских сказках, которые в детстве рассказывала ему бабушка, хотя семья его родителей была русскоязычной, — этот ресурс памяти помог ему тогда, когда он решил писать по-украински несмотря на то, что «говорить <на этом языке> не мог совсем, а писать даже и не пробовал никогда».
По мнению редактора книги, писателя Александра Бойченко, «Мондегрин» — роман

… про погружение русскоязычного переселенца в радостно-печальную стихию украинского языка. А также про его нежелание смириться с ролью пассивного объекта «защиты» со стороны России. Но прежде всего про то, как плохо разноязычные части Украины до сих пор слышали друг друга.
Оригинальный текст (укр.)...про занурення російськомовного переселенця в радісно-тужливу стихію української мови. А також про його небажання змиритися з роллю пасивного об’єкта «захисту» з боку Росії. Але передусім про те, як погано різномовні частини України досі чули одна одну.

Роман Владимира Рафеенко был выдвинут Украинским ПЕН-клубом на соискание Национальной премии Украины имени Тараса Шевченко. Поэт и прозаик Олег Коцарев оценил книгу как «этапную и блестящую», свидетельствующую о появлении в украинской литературе «самобытного писателя, изощрённого стилиста».
В начале 2022 года роман Рафеенко в английском переводе и с предисловием Марко Андрейчика вышел в издательстве Украинского научного института Гарвардского университета.